# Cigasong (plaats)
Cigasong is een bestuurslaag in het regentschap Majalengka van de provincie West-Java, Indonesië. Cigasong telt 5578 inwoners (volkstelling 2010).